# Lijst van gemeentelijke monumenten in Lent
De plaats Lent, onderdeel van de gemeente Nijmegen, telt 29 gemeentelijke monumenten. Hieronder een overzicht.

## Gemeentelijke monumenten in Lent
| Object                                   | Bouwjaar | Architect | Locatie                                                        | Coördinaten                   | Nr.              | Afbeelding                               |
| ---------------------------------------- | -------- | --------- | -------------------------------------------------------------- | ----------------------------- | ---------------- | ---------------------------------------- |
| villa                                    |          |           | Lent, Griftdijk Zuid 119                                       | 51° 51' 36" NB, 5° 51' 52" OL | 0268/450         | villa                                    |
| boerderij Bekkersland                    |          |           | Lent, Bekkersland 10, voormalig Bloemenstraat 10               | 51° 52' 7" NB, 5° 52' 34" OL  | 0268/2142        | boerderij Bekkersland                    |
| woonhuis                                 |          |           | Lent, Griftdijk Zuid 89, 91                                    | 51° 51' 31" NB, 5° 51' 57" OL | 0268/2143        | woonhuis                                 |
| boerderij                                |          |           | Lent, Griftdijk Zuid 101                                       | 51° 51' 34" NB, 5° 51' 54" OL | 0268/2144        | boerderij                                |
| woonhuis                                 |          |           | Lent, Griftdijk Zuid 121                                       | 51° 51' 36" NB, 5° 51' 51" OL | 0268/2146        | woonhuis                                 |
| boerderij                                |          |           | Lent, Keimate 5                                                | 51° 52' 36" NB, 5° 52' 14" OL | 0268/2148        | boerderij                                |
| boerderij                                |          |           | Lent, Laauwikstraat 47                                         | 51° 51' 57" NB, 5° 52' 16" OL | 0268/2149        | boerderij                                |
| boerderij                                |          |           | Lent, Laauwikstraat 40, 42                                     | 51° 51' 51" NB, 5° 52' 4" OL  | 0268/2150        | boerderij                                |
| woonhuis                                 |          |           | Lent, Oosterhoutsedijk 9                                       | 51° 51' 14" NB, 5° 52' 1" OL  | 0268/2151        | woonhuis                                 |
| woonhuis                                 |          |           | Lent, Oosterhoutsedijk 13, 15                                  | 51° 51' 14" NB, 5° 52' 1" OL  | 0268/2152        | woonhuis                                 |
| herberg                                  |          |           | Lent, Oosterhoutsedijk 21                                      | 51° 51' 14" NB, 5° 51' 59" OL | 0268/2153        | herberg                                  |
| dijkschuur                               |          |           | Lent, Oosterhoutsedijk 29                                      | 51° 51' 14" NB, 5° 51' 55" OL | 0268/2154        | dijkschuur                               |
| tramhuisje                               |          |           | Lent, Oosterhoutsedijk 31                                      | 51° 51' 15" NB, 5° 51' 54" OL | 0268/2155        | tramhuisje                               |
| villa Vahali Adjectum                    |          |           | Lent, Oosterhoutsedijk 51                                      | 51° 51' 16" NB, 5° 51' 40" OL | 0268/2156        | villa Vahali Adjectum                    |
| dijkwoning                               |          |           | Lent, Oosterhoutsedijk 18                                      | 51° 51' 15" NB, 5° 51' 55" OL | 0268/2158        | dijkwoning                               |
| openluchtstation PGEM                    |          |           | Lent, Oosterhoutsedijk 48                                      | 51° 51' 28" NB, 5° 51' 31" OL | 0268/2162        | openluchtstation PGEM                    |
| woonhuis                                 |          |           | Lent, Oosterhoutsedijk 50-52-54                                | 51° 51' 28" NB, 5° 51' 28" OL | 0268/2163        | woonhuis                                 |
| woonhuis                                 |          |           | Lent, Oosterhoutsedijk 74-76                                   | 51° 51' 28" NB, 5° 51' 24" OL | 0268/2164        | woonhuis                                 |
| villa                                    |          |           | Lent, Oosterhoutsedijk 78                                      | 51° 51' 31" NB, 5° 51' 24" OL | 0268/2165        | villa                                    |
| pastorie                                 |          |           | Lent, Pastoor van Laakstraat 28                                | 51° 51' 36" NB, 5° 51' 59" OL | 0268/2167        | pastorie                                 |
| klooster                                 |          |           | Lent, Lentse Schoolstraat 5 - 55, voormalig Schoolstraat       | 51° 51' 44" NB, 5° 51' 56" OL | 0268/2170        | klooster                                 |
| boerderij                                |          |           | Lent, Steltsestraat 24                                         | 51° 51' 44" NB, 5° 52' 15" OL | 0268/2171        | boerderij                                |
| school                                   |          |           | Lent, Lentse Tuinstraat 2, 4, voormalig Tuinstraat             | 51° 51' 36" NB, 5° 52' 1" OL  | 0268/2172        | school                                   |
| boerderij, verplaatst op 1 november 2012 |          |           | Lent, Woenderskamp 8, verplaatst naar Griftdijk Noord 41       | 51° 52' 19" NB, 5° 50' 60" OL | 0268/2174        | boerderij, verplaatst op 1 november 2012 |
| grenssteen                               |          |           | Lent, Oosterhoutsedijk 94                                      | 51° 51' 38" NB, 5° 51' 8" OL  | 0268/2178        | grenssteen                               |
| boerderij                                |          |           | Lent, Smitjesland 4                                            | 51° 52' 28" NB, 5° 52' 32" OL | 0268/2348        | boerderij                                |
| tuinmuren, heropgebouwd in nieuwe stijl  |          |           | Lent, Visveldestraat bij 1                                     | 51° 51' 57" NB, 5° 52' 3" OL  | 12351 0268/2351  | tuinmuren, heropgebouwd in nieuwe stijl  |
| boerderij met kassen en tuinhek          |          |           | Lent, Vossenpelssestraat 23                                    | 51° 52' 8" NB, 5° 52' 43" OL  | 0268/2352        | boerderij met kassen en tuinhek          |
| tuinmuren                                |          |           | Lent, Vossenpelssestraat tussen 39 en 43, perceel voormalig 41 | 51° 52' 21" NB, 5° 52' 43" OL | 392353 0268/2353 | tuinmuren                                |

## Vervallen monumenten
| Object    | Bouwjaar | Architect | Locatie                                            | Coördinaten                   | Nr.       | Afbeelding |
| --------- | -------- | --------- | -------------------------------------------------- | ----------------------------- | --------- | ---------- |
| boerderij |          |           | Lent, Oosterhoutsedijk 26 Gesloopt ca. 2013        | 51° 51' 18" NB, 5° 51' 50" OL | 0268/2159 | boerderij  |
| boerderij |          |           | Lent, Oosterhoutsedijk 53 (gesloopt ca. 2010-2015) | 51° 51' 18" NB, 5° 51' 40" OL | 0268/2157 | boerderij  |
| boerderij |          |           | Lent, Oosterhoutsedijk 55 (gesloopt ca. 2010-2015) | 51° 51' 19" NB, 5° 51' 38" OL | 0268/2235 | boerderij  |